# 小島一宏
小島 一宏（こじま かずひろ、1965年2月8日 - ）は、名古屋を拠点に活動するフリーアナウンサー・ラジオパーソナリティ。大同大学教授。

## 略歴
愛知県名古屋市北区出身、愛知教育大学教育学部国語科卒業。
その後、メ〜テレ（名古屋テレビ）にアナウンサーとして入社。朝ワイド『コケコッコー』や『ドラゴンズ倶楽部』など看板番組のキャスターを務め、1996年に退社。
以降はフリーアナウンサー・ラジオパーソナリティとして活動。2013年、大同大学情報学部准教授（情報デザイン学科メディアデザイン専攻）に就任。タレント業と並行して自己表現論やコミュニケーション論、映画分析等の講義を担当。
趣味・特技は映画鑑賞、キーボード演奏、登山。趣味が映画鑑賞であることから、『郡上一揆』（2000年公開）でのエキストラ、『劒岳 点の記』（2009年公開）での駐在役、『踊る大捜査線 THE FINAL 新たなる希望』（2012年公開）でのニュースアナウンサーとして出演した。また、パーソナリティを務めた東海ラジオの土曜ワイド『小島一宏 一週間のごぶサタデー』では、毎週のように映画監督や俳優へのインタビューを放送。2015年2月からは、ヨコハマ映画祭の司会も担当。毎日新聞（愛知・岐阜版）『芸術食堂』欄では、新作映画の紹介記事を隔週で掲載している。

## タレントとしての主な活動

### 現在
ラジオ
- C.A.M.P. BASKET（東海ラジオ　日曜・17:00～19:00）

テレビ
- 世間遺産 メインリポーター（知多半島ケーブルネットワーク）

CM
- 再春館製薬所（「痛散湯」、東海ラジオのみ）

### 過去
テレビ
- コケコッコー（メ〜テレ〈名古屋テレビ〉） - メインキャスターを担当
- ドラゴンズ倶楽部（メ〜テレ〈名古屋テレビ〉） - メインキャスターを担当
- オイシイのが好き！（テレビ愛知） - メインリポーターを担当
- ぴーかんテレビ 元気がいいね！（東海テレビ） - リポーターを担当
- みんなで参加！Qナゴヤのギモン（テレビ愛知　2010年3月9日放送） － 番組ナレーションを担当
- 映画屋TV（スターキャット・ケーブルネットワーク）- キャスターを担当

ラジオ
- おーるざっとむーびー（東海ラジオ）
- ラジオクルージング（東海ラジオ）
- 小島一宏 モーニングあいランド（東海ラジオ） - メインパーソナリティ
- P-POP STATION フェスタヌーン（エフエム愛知）火曜日パーソナリティ
- 小島一宏 一週間のごぶサタデー（東海ラジオ） - メインパーソナリティ
- 小島一宏 モーニングッド!（東海ラジオ　月～金曜・7:00～9:00） - メインパーソナリティ
- おはよう松原敬生です、かにタク言ったもん勝ち、宮地佑紀生の聞いてみや〜ちなどのピンチヒッター

### その他
- 「燃えよ少年ドラゴンズ!空からヤキューがおりてきた!?」〔DVD作品。主人公・鯱王（しゃちおう）の両親役で神野三枝と共演〕
- 「芸術食堂」新作映画の紹介〔毎日新聞（愛知・岐阜版）〕隔週水曜日に掲載
- 「小島一宏の名作映画からのメッセージ　新旧シネマ 鑑賞のツボ」〔毎日文化センター〕毎月第4土曜日17時半-19時
- 「小島一宏のシネマる！」（USTREAM） - 毎月第1月曜日の夜10時から生配信している映画談議番組
- 「1人じゃない」（オリジナル曲）CDリリース - 映画「架け橋 きこえなかった３．１１」(今村彩子監督)主題歌
- 「KOJIMAN 小島一宏の小自慢話」〔C2内、主に話題の映画のコラム〕2014年3月終了
- 「小島一宏のあなたに伝授！すぐに使えるトーク術」〔栄中日文化センター（中日ビル内）〕2014年3月終了

## 関連人物
- 松岡ひとみ - 小島と同じく東海地方を中心に映画関連の番組･イベントへ頻繁に出演する。なお『おーるざっとむーびー』では不定期でレポーターとして出演していた。